# John Bright (historyk)
John Bright (ur. 25 września 1908 w Chattanooga, zm. 26 marca 1995 w Richmond) – amerykański historyk, wieloletni wykładowca w Union Theological Seminary w Richmond.

## Życiorys
Urodził się w 1908 w Chattanooga, w stanie Tennessee. W 1928 ukończył Presbyterian College of South Carolina w Clinton (stan Karolina Południowa), z tytułem Bachelor of Arts. W 1931 ukończył Union Theological Seminary w Richmond (stan Wirginia), z tytułem Bachelor of Divinity. W 1933 uzyskał tytuł master's degree, w 1940 doktora. W tym samym roku objął profesurę w Union Theological Seminary, gdzie pracował do przejścia na emeryturę w 1975, z przerwą w okresie II wojny światowej, gdy był kapelanem United States Army w Europie.
Autor wielu publikacji z zakresu problematyki Starego Testamentu. Uczeń i współpracownik Williama Foxwella Albrighta. W 1959 wydał książkę A History of Israel (Historia Izraela), która stała się podstawowym podręcznikiem dla wielu pokoleń studentów i seminarzystów.

### Życie prywatne
W 1938 poślubił w Atlancie Carrie Lenę McMullen (1913–1985); mieli dwóch synów. Zmarł w 1995. Został pochowany na cmentarzu Union Presbyterian Seminary Cemetery w kampusie Hampden-Sydney College, w stanie Wirginia.

## Publikacje (wybór)
- Historia Izraela (ang. A History of Israel) wyd. I 1959, wyd. II 1972, wyd. III 1981[4], wyd. IV 2000; wyd. w języku polskim w 1994, przełożył Jan Radożycki[5].